# Hermann Wandersleb

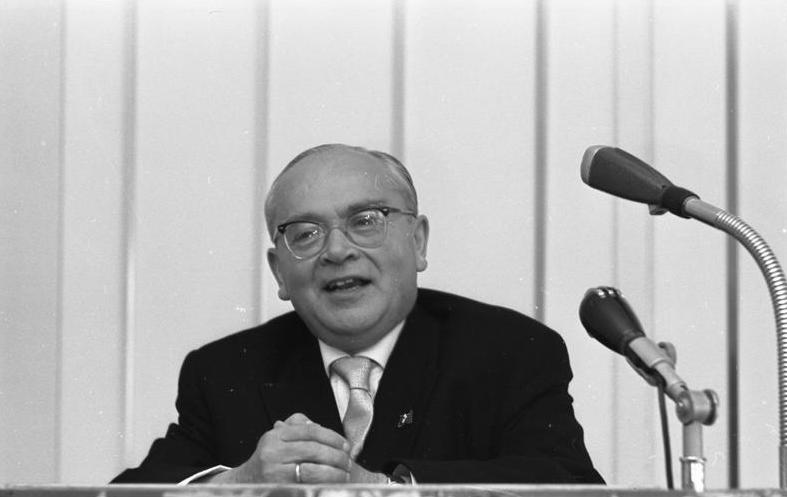
Hermann Wandersleb

Hermann Wandersleb (* 22. August 1895 in Meiningen; † 19. Mai 1977 in Bonn) war ein deutscher Beamter.

## Leben
Der Sohn eines Vermessungsingenieurs studierte ab 1913, unterbrochen durch den Ersten Weltkrieg, Rechtswissenschaft in Halle (Saale), Berlin und Heidelberg, wo er auch promovierte. 1919 war er führend an der Gründung der Deutschen Studentenschaft beteiligt, unter anderem als Vorsitzender des Verfassungsausschusses. Sein Berufsweg begann 1923 im Preußischen Innenministerium unter Carl Severing. 1927 wurde er zum damals jüngsten preußischen Landrat im Kreis Querfurt ernannt. 1933 wurde Wandersleb von den nationalsozialistischen Machthabern als politisch missliebig zunächst abgesetzt und später als Landrat „auf täglichen Widerruf“ nach Aachen versetzt.
Nach dem Zweiten Weltkrieg wurde er im Mai 1945 zunächst Vizepräsident des Oberpräsidiums der Nordrheinprovinz und baute ab 1946 als Chef der Staatskanzlei des neugebildeten Landes Nordrhein-Westfalen die dortige Landesverwaltung maßgeblich mit auf. Im Sommer 1948 setzte er sich mit Erfolg dafür ein, dass Bonn Tagungsort des Parlamentarischen Rates wurde. Gemeinsam mit dessen Vorsitzendem Konrad Adenauer gelang ihm im Anschluss, die Stadt als vorläufige Bundeshauptstadt durchzusetzen. Dies trug ihm seinerzeit den Spitznamen „Bonnifacius“ (Bonn-Macher) ein. Von Mai 1949 bis November 1949 leitete er das Büro Bundeshauptstadt, das die Unterbringung des Bundes und der Alliierten Hohen Kommission in Bonn und Umgebung organisierte.
Von 1949 bis 1959 war Wandersleb schließlich beamteter Staatssekretär im Bundesministerium für Raumordnung, Bauwesen und Städtebau. Auch in dieser Eigenschaft war er insbesondere für die Unterbringung der neu geschaffenen Bundesbehörden und ihrer zahlreichen Mitarbeiter verantwortlich.
Kurz vor Erreichen der Altersgrenze drängte Paul Lücke, Bauminister im Kabinett Adenauer III, Wandersleben aus dem Amt; er schied im Februar 1959 aus.
Er war 1959 bis zu seiner Pensionierung 1963 Geschäftsführer der bundeseigenen Gesellschaft für Kernforschung mbH in Karlsruhe.
Für seine Verdienste wurde Wandersleb 1957 mit dem Großen Bundesverdienstkreuz mit Stern und Schulterband ausgezeichnet; 1968 ernannte die Stadt Bonn ihn zum Ehrenbürger.
Außerdem wurde in der Stadt ein Abschnitt der Bundesstraße 56 nach ihm benannt.
Wandersleb war in erster Ehe verheiratet mit Elfriede Engler (1895–1970); sie hatten zwei Kinder. Später heiratete er Caitriona Hertz (1919–2002), Witwe des Bonner Professors und Politikers Rudolf Hertz (1897–1965).

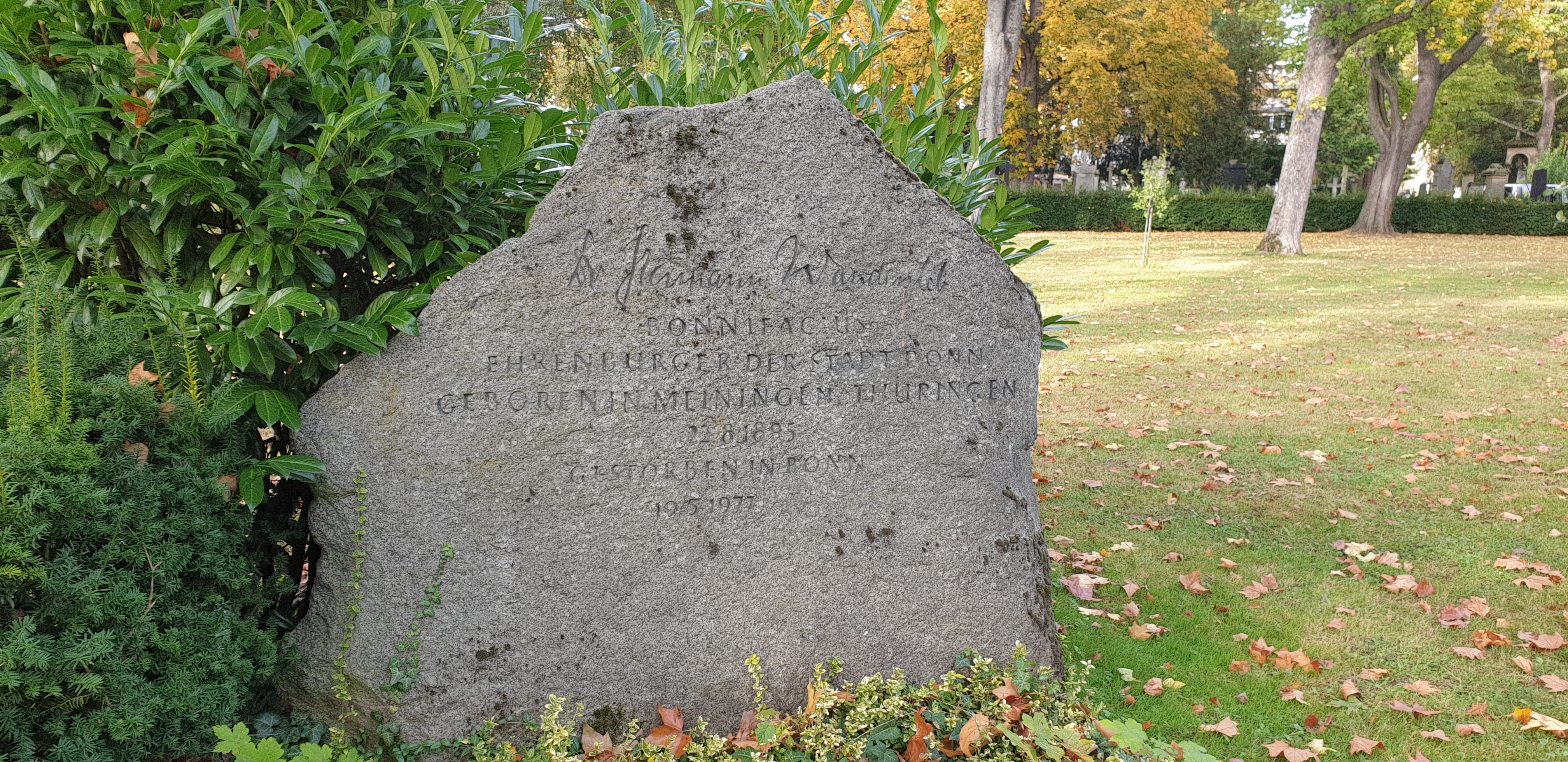
Grabstein des Hermann Wandersleb gen. Bonnifacius

Sein Grab befindet sich auf dem Alten Friedhof in Bonn.